# Station Broekstraat
Station Broekstraat was een halte op de Belgische spoorlijn 75 tussen station Deinze en station De Pinte in Deurle, sinds 1977 een deelgemeente van Sint-Martens-Latem. De halte werd geopend op 26 mei 1930 en bij de heropening van het traject tijdens de Tweede Wereldoorlog vanaf 15 augustus 1940 niet meer heropend. De halte werd vanuit het nabije station Deurle (FDU) beheerd. Ze werd genoemd naar de Broekstraat die hier de spoorlijn dwarst.
0: Gent-Sint-Pieters ·
3,7: Sint-Denijs-Westrem ·
5,0: Hemelrijk ·
6,1: De Pinte ·
9,0: Broekstraat ·
9,8: Deurle ·
12,1: Muizenhol ·
13,1: Beekstraat ·
13,8: Astene ·
15,1: Deinze ·
19,0: Machelen ·
22,0: Olsene ·
24,4: Zulte ·
27,3: Waregem ·
31,8: Desselgem ·
33,9: Beveren-Leie ·
36,1: Harelbeke ·
41,4: Kortrijk ·
42,2: Kortrijk-Vorming ·
43,9: Marke ·
46,5: Lauwe ·
49,8: Aalbeke ·
53,8: Moeskroen